# 이산별곡
《이산별곡》은 1985년 6월 29일에 KBS 1TV에서 방영된 《이산가족을 찾습니다》 방영 2주년 기념 특집 드라마이다. 남한에 살던 오징어잡이 어부가 오랜 세월 동안에 북한에 두고 온 가족을 그리워하다가 편지를 통해 가까스로 상봉한 이산가족이 겪게 되는 심리 변화를 주제로 하고 있다.

## 제작진
- 극본 : 최경식
- 연출 : 김춘길

## 출연진
- 김순철
- 이호재